# گمینا پژتسواو
گمینا پژتسواو (به لهستانی:  Gmina Przecław) یک گمینا در لهستان است که در شهرستان میلتس واقع شده‌است. گمینا پژتسواو ۱۳۴٫۲۹ کیلومتر مربع مساحت و ۱۰٬۹۴۶ نفر جمعیت دارد.